# La Reine des neiges (franchise)
Pour les articles homonymes, voir La Reine des neiges (homonymie).
 Pour plus de détails, voir Fiche technique et Distribution
La Reine des neiges (Frozen) est une franchise articulée autour d'une série de films d'animation américains et des produits dérivés. 
La série de films comprend deux longs-métrages et trois courts-métrages.
1. La Reine des neiges (2013)
2. La Reine des neiges 2 (2019)
3. La Reine des neiges : Une fête givrée (2015)
4. La Reine des neiges : Joyeuses fêtes avec Olaf (2017)
5. Les Aventures d'Olaf (2020)

## Films
| Équipe du tournage             | Films                      | Films                                        | Films                                                 | Films                              | Films                       | Films                        |
| Équipe du tournage             | La Reine des Neiges (2013) | La Reine des neiges : Une fête givrée (2015) | La Reine des neiges : Joyeuses fêtes avec Olaf (2017) | La Reine des neiges 2 (2019)       | Les Aventures d'Olaf (2020) | La Reine des neiges 3 (2027) |
| ------------------------------ | -------------------------- | -------------------------------------------- | ----------------------------------------------------- | ---------------------------------- | --------------------------- | ---------------------------- |
| Titre original                 | Frozen                     | Frozen Fever                                 | Olaf's Frozen Adventure                               | Frozen 2                           | Once Upon a Snowman         | Frozen 3                     |
| Réalisateurs                   | Jennifer Lee et Chris Buck | Jennifer Lee et Chris Buck                   | Kevin Deters et Stevie Wermers                        | Jennifer Lee et Chris Buck         | Dan Abraham et Trent Correy |                              |
| Producteurs                    | Peter Del Vecho            | Peter Del Vecho                              | Peter Del Vecho                                       | Peter Del Vecho                    | Peter Del Vecho             |                              |
| Producteurs                    | John Lasseter              |                                              |                                                       |                                    |                             |                              |
| Producteurs                    | John C. Donkin             | Chris Wedge                                  | John C. Donkin                                        |                                    | Nicole Hearon               |                              |
| Scénaristes                    | Jennifer Lee               |                                              | Michael Berg (en)[réf. nécessaire]                    | Michael Berg (en)[réf. nécessaire] | Dan Abraham                 |                              |
| Scénaristes                    | Michael J. Wilson          | Gerry Swallow                                | Peter Ackerman                                        | Jason Fuchs                        | Trent Correy                |                              |
| Scénaristes                    |                            | Peter Gaulke                                 | Mike Reiss                                            | Mike Reiss                         |                             |                              |
| Scénaristes                    |                            | Yoni Brenner                                 |                                                       |                                    |                             |                              |
| Compositeurs                   | David Newman               | John Powell                                  | John Powell                                           | John Powell                        |                             |                              |
| Budget                         | 150 000 000 dollars        |                                              |                                                       |                                    |                             |                              |
| Durée                          | 102 minutes                | 8 minutes                                    | 22 minutes                                            | 103 minutes                        | 8 minutes                   |                              |
| Dates de sortie aux États-Unis | 27 novembre 2013           | 7 novembre 2019                              | 13 mars 2015                                          | 27 octobre 2017                    | 23 octobre 2020             | 2027                         |
| Pays d'origine                 | États-Unis                 | États-Unis                                   | États-Unis                                            | États-Unis                         | États-Unis                  |                              |
| Genre                          | Animation                  | Animation                                    | Animation                                             | Animation                          | Animation                   |                              |
| Distributeurs                  | Walt Disney Pictures       | Walt Disney Pictures                         | Walt Disney Pictures                                  | Walt Disney Pictures               | Disney+                     | Walt Disney Pictures         |

## Musiques
- bande originale La Reine des neiges

## Spectacles et comédies musicales
- For the First Time in Forever: A Frozen Sing-Along Celebration
- Frozen - Live at the Hyperion
- la comédie musicale La Reine des neiges

## Attractions
- Frozen Ever After